# Сан Себастијано (Витербо)
Сан Себастијано је насеље у Италији у округу Витербо, региону Лацио.
Према процени из 2011. у насељу је живело 128 становника. Насеље се налази на надморској висини од 215 м.